# 아핀 변환
기하학에서 아핀 변환(-變換, 영어: affine transformation)은 아핀 기하학적 성질들을 보존하는 두 아핀 공간 사이의 함수이다.

## 정의

### 반아핀 변환
체 {\displaystyle K} 위의 두 벡터 공간 {\displaystyle V}, {\displaystyle V'} 및 자기 동형 사상 {\displaystyle \sigma \colon K\to K}가 주어졌다고 하자. 그렇다면 {\displaystyle \sigma }에 대한 반선형 변환(半線型變換, 영어: semilinear transformation)은 다음 조건을 만족시키는 함수 {\displaystyle T\colon V\to V'}이다.
{\displaystyle T(ku+v)=\sigma (k)T(u)+T(v)\qquad \forall u,v\in V,\;k\in K}
체 {\displaystyle K} 위의 두 아핀 공간 {\displaystyle (A,V(A))}, {\displaystyle (A',V(A'))} 및 자기 동형 사상 {\displaystyle \sigma \colon K\to K}가 주어졌다고 하자. 그렇다면, 함수 {\displaystyle F\colon A\to A'}에 대하여, 다음 두 조건이 서로 동치이며, 이를 만족시키는 함수를 {\displaystyle \sigma }에 대한 반아핀 변환(半-變換, 영어: semiaffine transformation)이라고 한다.
- 어떤 점 {\displaystyle a\in A}에 대하여, {\displaystyle v\mapsto F(a+v)-F(a)}는 {\displaystyle \sigma }에 대한 반선형 변환 {\displaystyle V(A)\to V(A')}이다.
- 모든 점 {\displaystyle a\in A}에 대하여, {\displaystyle v\mapsto F(a+v)-F(a)}는 {\displaystyle \sigma }에 대한 반선형 변환 {\displaystyle V(A)\to V(A')}이다.

증명:
만약
{\displaystyle T_{a}\colon V(A)\to V(A')}
{\displaystyle T_{a}\colon v\mapsto F(a+v)-F(a)}
가 반선형 변환이라면, 임의의 {\displaystyle b\in A} 및 {\displaystyle v\in V(A)}에 대하여, 다음이 성립한다.
{\displaystyle {\begin{aligned}T_{b}(v)&=F(b+v)-F(b)\\&=(F(b+v)-F(a))-(F(b)-F(a))\\&=T_{a}((b-a)+v)-T_{a}(b-a)\\&=T_{a}(v)\end{aligned}}}
즉, {\displaystyle T_{a}}는 {\displaystyle a\in A}의 선택과 무관하다.
반아핀 변환 {\displaystyle F}로 유도된 반선형 변환
{\displaystyle T(F)\colon V(A)\to V(A')}
{\displaystyle T(F)\colon v\mapsto F(a+v)-F(a)}
는 점 {\displaystyle a\in A}의 선택과 무관하며, 임의의 {\displaystyle a,b\in A}에 대하여, 다음과 같은 항등식이 성립한다.
{\displaystyle F(b)=F(a)+T(F)(b-a)}
벡터 표기법을 사용하면 이는 다음과 같다.
{\displaystyle {\overrightarrow {F}}({\overrightarrow {ab}})={\overrightarrow {F(a)F(b)}}}
여기서
{\displaystyle T(F)={\overrightarrow {F}}}
{\displaystyle b-a={\overrightarrow {ab}}}
이다.

### 아핀 변환
선형 변환은 항등 함수 {\displaystyle \sigma =\operatorname {id} _{K}}에 대한 반선형 변환이다.
아핀 변환은 항등 함수 {\displaystyle \sigma =\operatorname {id} _{K}}에 대한 반아핀 변환이다. 즉, {\displaystyle T(F)}가 선형 변환인 반아핀 변환이다.

## 성질
모든 반아핀 변환은 공선점과 평행 부분 아핀 공간을 보존한다. 모든 아핀 변환은 무게 중심를 보존하며, 특히 중점을 보존한다.

### 대수적 성질
체 {\displaystyle K} 위의 아핀 공간 {\displaystyle (A,V(A))}와 벡터 공간 {\displaystyle V'} 사이의 아핀 변환의 집합 {\displaystyle \operatorname {Hom} _{K}(A,V')}은 자연스럽게 벡터 공간을 이룬다. 체 {\displaystyle K} 위의 두 아핀 공간 {\displaystyle (A,V(A))}, {\displaystyle (A',V(A'))} 사이의 아핀 변환의 집합 {\displaystyle \operatorname {Hom} _{K}(A,A')}은 자연스러운 아핀 공간 구조를 가지며, 그 기본 벡터 공간과 차원은 다음과 같다.
{\displaystyle V(\operatorname {Hom} _{K}(A,A'))=\operatorname {Hom} _{K}(A,V(A'))}
{\displaystyle \dim(\operatorname {Hom} _{K}(A,A'))=\dim A'(\dim A+1)}

### 아핀 군
아핀 변환 {\displaystyle F\colon A\to A'} 및 {\displaystyle G\colon A'\to A''}에 대하여, 합성 {\displaystyle G\circ F\colon A\to A''} 역시 아핀 변환이다. 전단사 아핀 변환 {\displaystyle F\colon A\to A'}에 대하여, 역함수 {\displaystyle F^{-1}\colon A'\to A} 역시 아핀 변환이다. 특히, 아핀 공간 {\displaystyle (A,V(A))} 위의 전단사 아핀 변환들의 집합은 군을 이루며, 이를 아핀 군 {\displaystyle \operatorname {Aff} (A)}라고 한다. 아핀 군은 평행 이동들의 벡터 공간 {\displaystyle V(A)}와 그 일반 선형군 {\displaystyle \operatorname {GL} (V(A))}의 반직접곱과 동형이다.
{\displaystyle \operatorname {Aff} (A)\cong V(A)\rtimes \operatorname {GL} (V(A))}
만약 {\displaystyle A}가 벡터 공간일 경우 위 동형은 자연스럽다.

### 유한 차원

#### 아핀 기하학의 기본 정리
아핀 기하학의 기본 정리(-畿何學-基本定理, 영어: fundamental theorem of affine geometry)에 따르면, 체 {\displaystyle K} 위의 유한 {\displaystyle d\neq 1}차원 아핀 공간 {\displaystyle A} 위의 전단사 함수 {\displaystyle F\colon A\to A}에 대하여, 다음 두 조건이 서로 동치이다.
- 공선점을 보존한다. 즉, 만약 {\displaystyle a,b,c\in A}가 공선점이라면, {\displaystyle F(a),F(b),F(c)\in A} 역시 공선점이다.
- 반아핀 변환이다.

특히, 실수체 {\displaystyle \mathbb {R} }의 자기 동형 사상은 항등 함수밖에 없으므로, 유한 {\displaystyle d\neq 1}차원 실수 아핀 공간 {\displaystyle A} 위의 전단사 함수 {\displaystyle F\colon A\to A}에 대하여, 다음 두 조건이 서로 동치이다.
- 공선점을 보존한다.
- 아핀 변환이다.

마찬가지로, 복소수체 {\displaystyle \mathbb {C} }의 연속 자기 동형 사상은 항등 함수와 켤레 복소수 {\displaystyle z\mapsto {\bar {z}}}밖에 없으므로 (비(非)연속 자기 동형 사상은 그 밖에도 존재한다), 유한 {\displaystyle d\neq 1}차원 복소수 아핀 공간 {\displaystyle A} 위의 연속 전단사 함수 {\displaystyle F\colon A\to A}에 대하여, 다음 두 조건이 서로 동치이다.
- 공선점을 보존한다.
- 아핀 변환이거나, 켤레 복소수에 대한 반아핀 변환이다.

1차원에서는 모든 함수가 공선점을 보존하므로 일반적으로 아핀 기하학의 기본 정리가 성립하지 않는다.

#### 행렬 표현
체 {\displaystyle K} 위의 두 유한 {\displaystyle n}, {\displaystyle m}차원 아핀 공간 {\displaystyle (A,V(A))}, {\displaystyle (A',V(A'))} 사이의 아핀 변환 {\displaystyle F\colon A\to A'}은 아핀 틀 {\displaystyle (o,B)}, {\displaystyle (o',B')}에 대하여 다음과 같은 꼴의 행렬로 표현할 수 있다.
{\displaystyle M_{(o,B),(o',B')}(F)={\begin{pmatrix}1&0_{1\times n}\\a_{m\times 1}&{M_{B,B'}(T(F))}_{m\times n}\end{pmatrix}}}
여기서 {\displaystyle M_{B,B'}(T(F))}는 기저 {\displaystyle B}, {\displaystyle B'}에 대한 {\displaystyle T(F)}의 행렬이다.
특히, 유한 차원 아핀 군 {\displaystyle \operatorname {Aff} (n;K)}는 일반선형군 {\displaystyle \operatorname {GL} (n+1;K)}의 부분군으로 여길 수 있다.

### 유클리드 공간
유클리드 공간 {\displaystyle \mathbb {R} ^{d}} 위의 아핀 변환은 모든 도형의 초부피를 일정한 비율로 변화시키며, 이 비율은 유도된 선형 변환의 행렬식의 절댓값과 같다. 다시 말해, {\displaystyle \mathbb {R} ^{d}} 위의 르베그 측도를 {\displaystyle \mu }라고 할 때, 임의의 가측 집합 {\displaystyle S\subseteq \mathbb {R} ^{d}} 및 아핀 변환 {\displaystyle F\colon \mathbb {R} ^{d}\to \mathbb {R} ^{d}}에 대하여, 다음이 성립한다.
{\displaystyle \mu (F(S))=|{\det T(F)}|\mu (S)}

## 예
아핀 공간 위의 다음과 같은 함수들은 아핀 변환이다.
- 상수 함수
- 평행 이동
- 중심 닮음 변환
- 주어진 부분 아핀 공간에 대한, 주어진 여공간을 따른 반사
- 주어진 부분 아핀 공간에 대한, 주어진 여공간을 따른 사영

모든 반선형 변환은 반아핀 변환이다. 모든 선형 변환은 아핀 변환이다.
유클리드 공간 위의 다음과 같은 함수들은 아핀 변환이다.
- 등거리 변환
- 닮음 변환

1차원 복소수 벡터 공간 {\displaystyle \mathbb {C} } 위의 켤레 복소수 함수
{\displaystyle \mathbb {C} \to \mathbb {C} }
{\displaystyle z\mapsto {\bar {z}}}
는 반선형 변환이며, 특히 반아핀 변환이다.

## 같이 보기
- 아핀 기하학